# Jánosháza
Jánosháza (deutsch Ernesburg) ist eine ungarische Kleinstadt im Kreis Celldömölk im Komitat Vas in Westtransdanubien. Östlich vom Ort mündet die Torna in die Marcal. Die Grenze zu Österreich verläuft 50 km entfernt westlich.

## Sehenswürdigkeiten
- Römisch-katholische Kirche Keresztelő Szent János, erbaut um 1734 (Barock)
- Römisch-katholische Kapelle Szent Vendel, erbaut 1781 (Barock)
- Schloss Erdődy (Erdődy várkastély)
- Marienstandbild (Szűz Mária szobor)
- Skulptur zum Gedenken an József Antall (Antall József miniszterelnök szobra)

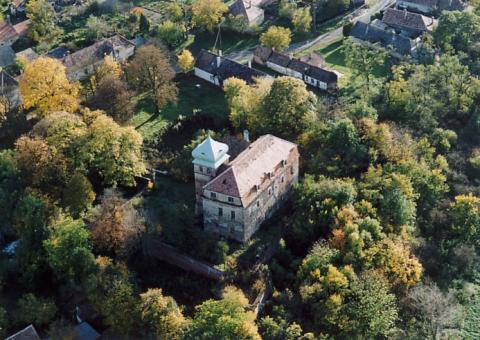
Schloss Erdődy

## Verkehr
Durch Jánosháza verläuft die Nationalstraße Nr. 8 von Székesfehérvár nach Szentgotthárd. Die Stadt ist angebunden an die Bahnstrecken von Celldömölk nach Zalaegerszeg und von Celldömölk nach Tapolca. Der Bahnhof liegt im Südosten der Stadt.